# Unterseeboot 187
L'Unterseeboot 187 (ou U-187) est un sous-marin allemand (U-Boot) de type IX.C/40 utilisé par la Kriegsmarine pendant la Seconde Guerre mondiale.

## Historique
Mis en service le 23 juillet 1942, l'Unterseeboot 187 reçoit formation à Stettin en Prusse poméranienne au sein de la 4. Unterseebootsflottille jusqu'au 31 décembre 1942, il est affecté à une formation de combat à Lorient en France dans la 10. Unterseebootsflottille, port qu'il n'atteindra jamais.
Il quitte le port de Kiel pour sa première patrouille le 12 janvier 1943 sous les ordres du Kapitänleutnant Ralph Münnich. Après 24 jours en mer, l'U-185 est coulé le 4 février 1943 dans l'Atlantique Nord à la position géographique de 50° 12′ N, 36° 35′ O par des charges de profondeur tirées par les destroyers britanniques HMS Vimy et HMS Beverley.

Cette attaque fait neuf morts parmi les 54 membres d'équipage.

## Affectations successives
- 4. Unterseebootsflottille du 23 juillet au 31 décembre 1942 (entrainement)
- 10. Unterseebootsflottille du 1er janvier au 4 février 1943 (service actif)

## Commandement
- Oberleutnant, puis Kapitänleutnant Ralph Münnich du 23 juillet 1942 au 4 février 1943

## Patrouilles
|       | Commandant           | Départ          | Départ | Arrivée        | Arrivée | Jours    | Succès |
| ----- | -------------------- | --------------- | ------ | -------------- | ------- | -------- | ------ |
| 1     | Kptlt. Ralph Münnich | 12 janvier 1943 | Kiel   | 4 février 1943 | Coulé   | 24 jours |        |
| Total | Total                | Total           | Total  | Total          | Total   | 24 jours | 0 t    |

Note : Kptlt. = Kapitänleutnant

### Opérations Wolfpack
L'U-187 a opéré avec les Wolfpacks (meute de loups) durant sa carrière opérationnelle :
1. Landsknecht (19 janvier 1943 - 28 janvier 1943)
2. Pfeil (1er février 1943 - 4 février 1943)

## Navires coulés
L'Unterseeboot 187 n'a ni coulé, ni endommagé aucun navire au cours de l'unique patrouille (24 jours en mer) qu'il effectua.